# 野津田公園
野津田公園（のづたこうえん）は、東京都町田市野津田町にある都市公園（総合公園）。

## 概要
1990年（平成2年）に陸上競技場を中心とした公園西側の第1期区域（面積約15.4ha）が開園。その後は公園東側の拡張整備を行い、2001年（平成13年）に第2期区域が開園し、現在に近い形となる。広さは約42haで、町田市立の公園としては最大規模を誇る。園内には町田GIONスタジアム（町田市立陸上競技場）、野津田球場、上の原グラウンド、野津田公園テニスコートなどのスポーツ施設がある。また、これらの競技施設に加えて、園内には芝生広場や遊具エリア、バーベキュー広場、散策路なども整備されており、幅広い年代の来園者が楽しめる総合公園として親しまれている。春には桜の名所としても知られ、花見の季節には多くの市民でにぎわう。さらに、園内の一部は自然保護区域となっており、武蔵野の面影を残す雑木林や湿地帯では、四季折々の植物や野鳥を観察することができる。
公園はスポーツ大会やレクリエーションイベントの会場としても活用されており、市民の健康増進や地域交流の場として重要な役割を果たしている。バリアフリー化や案内サインの整備なども進められ、誰もが安心して利用できる公園づくりが目指されている。

### 沿革
- 1980年（昭和55年） - 町田市が野津田公園を都市計画公園に決定[4]。
- 1990年（平成2年）
  - 10月1日 - 第1期区域が開園。
  - 10月7日 - 町田市立陸上競技場がオープン[5]。
- 1991年（平成3年）
  - 夏 - 公園調整池内に湿性植物園が開園[6]。
  - 8月1日 - 上の原広場が使用開始[7]。
- 1994年（平成6年）7月11日 - 村野常右衛門生家が「町田市有形文化財」に指定。
- 1997年（平成9年）7月1日 - 野津田公園テニスコートがオープン[8]。
- 2001年（平成13年）3月18日 - 第2期区域が開園。
- 2005年（平成17年）4月 - 上の原広場を改修し、上の原グラウンドがオープン[9]。
- 2007年（平成19年）7月28日 - 野津田球場がオープン[10]。
- 2009年（平成21年）4月1日 - 公園運営管理業務で指定管理者制度を導入[11]。
- 2020年（令和2年）1月1日 - 町田市立陸上競技場がネーミングライツを導入し、愛称が「町田GIONスタジアム」となる。
- 2021年（令和3年）4月1日 - ばら広場が移設リニューアル[12]。
- 2022年（令和4年）4月9日 - 丘の上グラウンドと北駐車場がオープン。
- 2023年（令和5年）4月21日 - 旧ばら広場跡地に北テニスコートがオープン。

## 施設
運動施設 

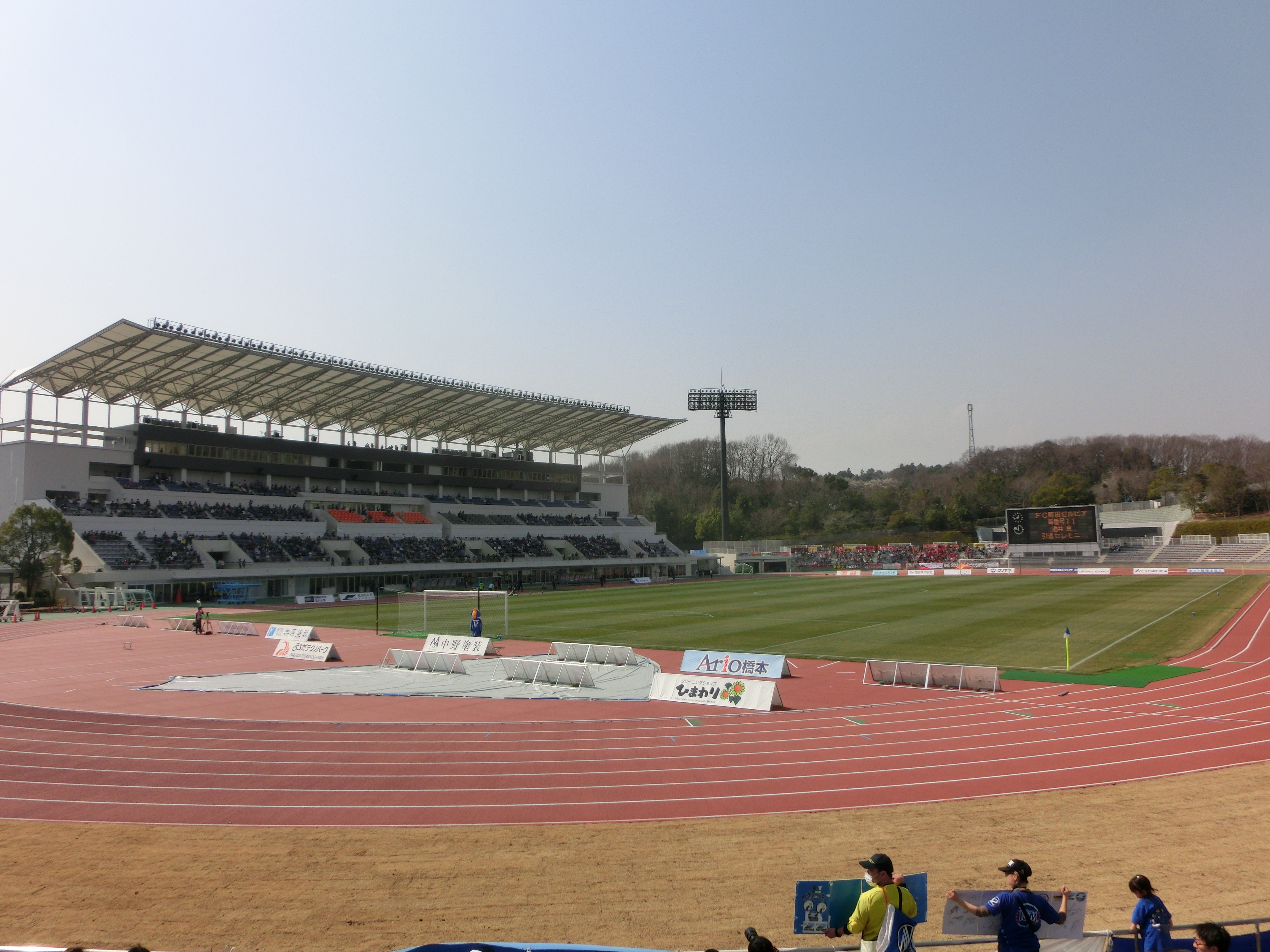
町田GIONスタジアム（町田市立陸上競技場）
- 野津田球場
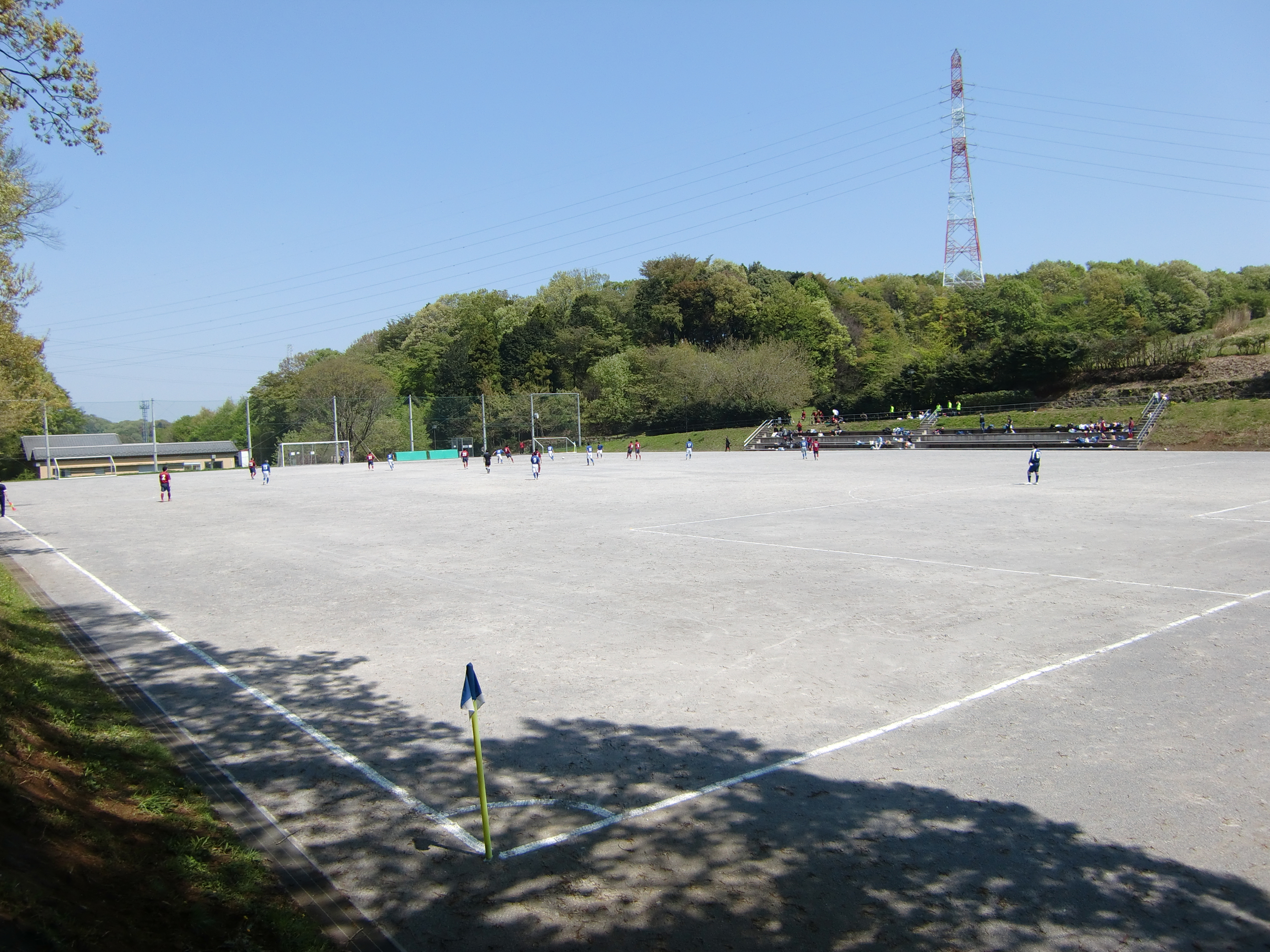
上の原グラウンド
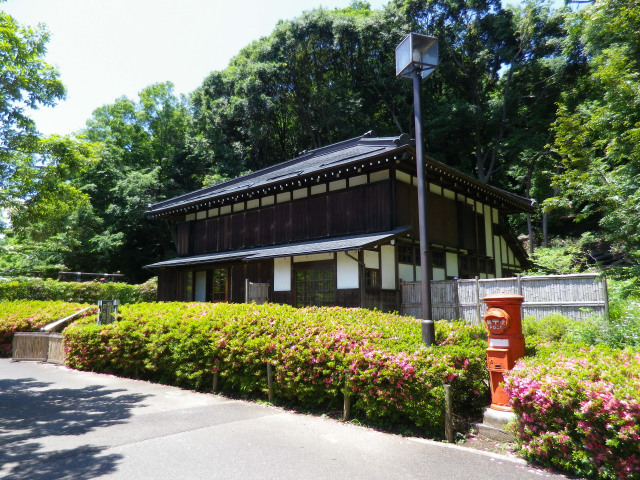
村野常右衛門生家
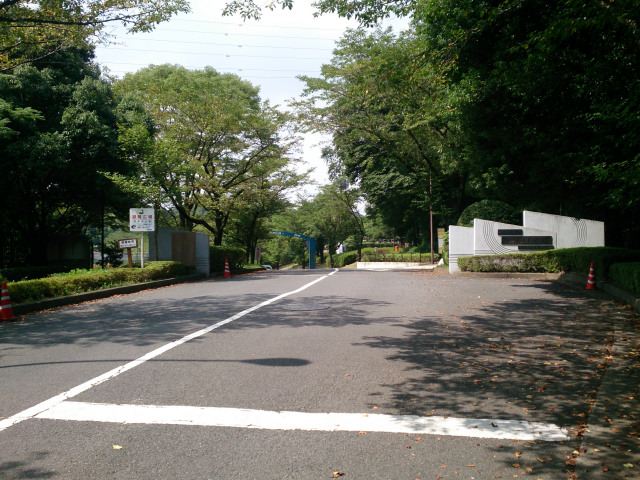
北入口
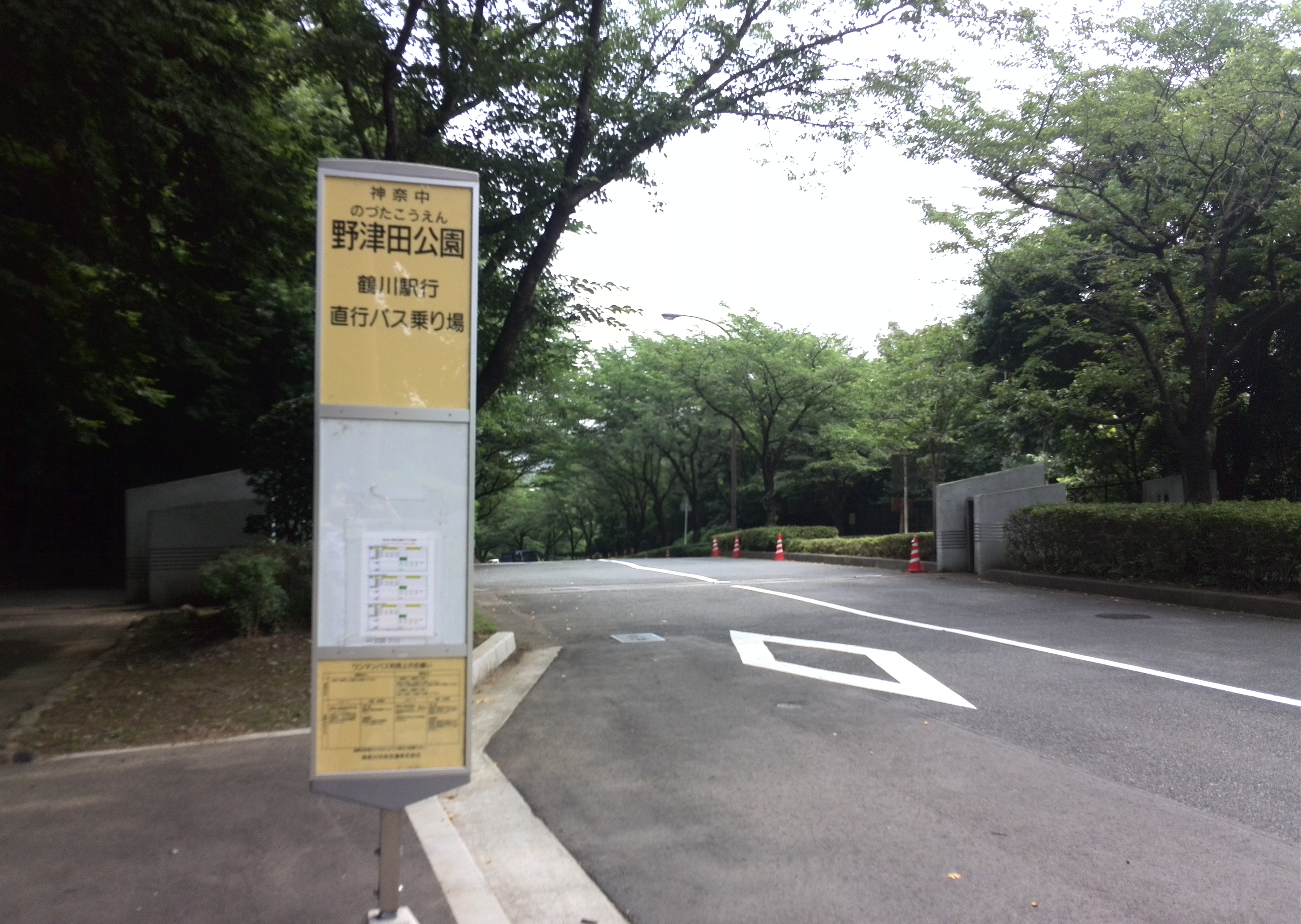
野津田公園停留所（催事時のみ使用）
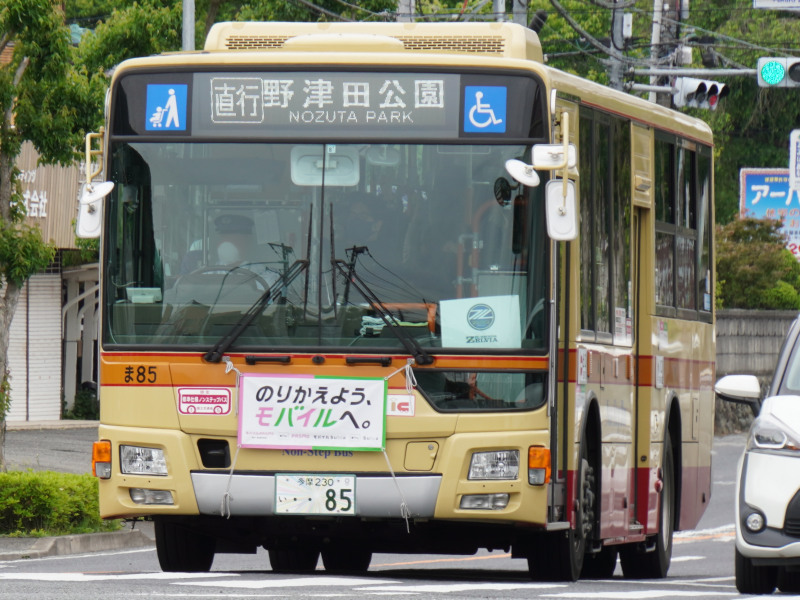
野津田公園行きの臨時直行バス（催事時のみ運行）

- 丘の上グラウンド
- 野津田公園テニスコート
- 野津田公園北テニスコート
- 多目的広場
- 壁打ち施設

 文化施設 
- 村野常右衛門生家（町田市指定有形文化財）

 園地施設 
- 芝生広場
- ばら広場
- わんぱく広場
- ピクニック広場
- 湿性植物園
- ミズキ広場
- 上の原広場
- 展望広場（標高116m[13]）

- 町田GIONスタジアム
- 上の原グラウンド
- 村野常右衛門生家
- 北入口
- 野津田公園停留所（催事時のみ使用）
- 野津田公園行きの臨時直行バス（催事時のみ運行）